# لسانی شیرازی
مولانا وجیه‌الدین عبدالله بن محمد لسانی شیرازی (تبریزی) از شاعران پارسی‌گوی سدهٔ دهم قمری است.

## زندگی
وجیه‌الدین عبدالله بن محمد لسانی شیرازی در شیراز متولد شده و در بغداد و دارالسلطنه تبریز می‌زیسته و بدین جهت جمعی وی را تبریزی می‌دانند.
لسانی یکی از شاعران بزرگ و صاحب‌سبک فارسی سدهٔ دهم بود. وی از نخستین شاعران سبک وقوع است. همچنین گفته می‌شود کامل‌ترین و زیباترین شهرآشوب زبان فارسی را سروده‌است و در طرح دوباره این قالب نقش اساسی داشته طوری‌که سرودن ترکیب‌بند یا بندهای کوتاه را نخستین بار به او نسبت داده‌اند.
تاریخ وفات او سال ۹۴۰ یا ۹۴۱ هجری قمری و محل دفن او مقبرةالشعرای تبریز است.

## فعالیت ادبی
لسانی شیرازی از بزرگترین شاعران عصر خود  و از شاعران سبک واسوخت است دیوان او به کوشش محمد حسین کرمی  انتشار یافت .  در تذکره‌ها و کتاب‌های تاریخ ادبیات نام این شاعر ذکر شده. از لسانی شیرازی به عنوان یکی از سردمداران مکتب وقوع یاد می‌شود. در غزلیات این شاعر می‌توان نشانه‌هایی از غزل‌های حافظ و سعدی را دید. البته لسانی بیشتر تحت تأثیر سعدی بوده‌است.
لسانی یکی از مفصل‌ترین و زیباترین «شهرآشوب»‌های زبان فارسی را سروده‌است. «شهر آشوب» به شعری گفته می‌شود که شغل‌ها و اصناف مختلف دست‌مایهٔ سرایش آن بوده‌اند. این نوع شعر، شعری وصفی و غنایی است. از آن‌جا که لسانی شیرازی بخش عمده‌ای از سال‌های زندگی‌اش را در تبریز گذرانده، بر همین اساس در «شهرآشوب» خود تمامی شغل‌های تبریز آن زمان را آورده‌است.

## آثار
لسانی حدود هشت‌هزار بیت دارد که بیشتر این شعرها در قالب‌های غزل، ترکیب‌بند، قصیده و رباعی سروده شده‌اند که از این میان بیشتر شعرهای او در قالب غزل‌اند.

### آثار منتشرشده در سدهٔ کنونی
- شهرآشوب، (گردآورنده:) علی‌رضا مجتهدزاده، مشهد: دانشگاه مشهد، ۱۳۴۵؛[۹]
- دیوان لسانی شیرازی، (تصحیح:) محمدحسین کرمی، شیراز: دانشگاه شیراز، ۱۳۹۳؛[۱۰][۱۱]